# Hernando León

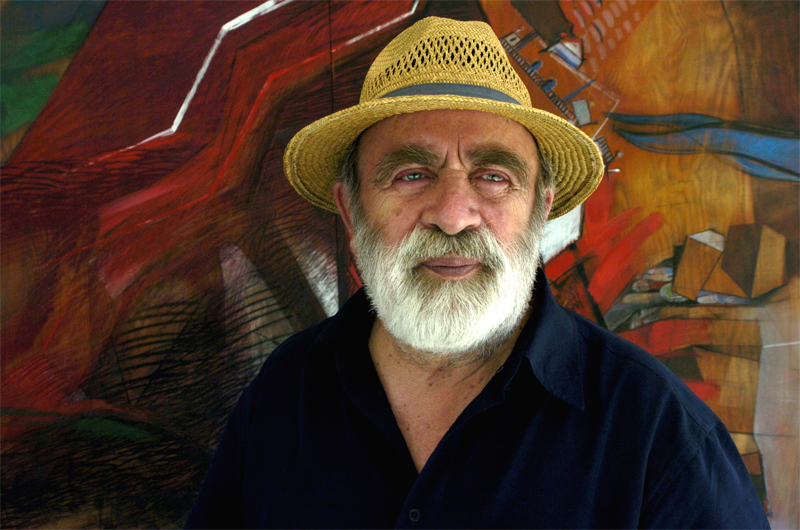
Hernando León

Juan Hernando León Perez (* 30. September 1933 in Yungay) ist ein chilenischer Künstler. Zu seinem Werk zählen Zeichnungen, Gemälde, Skulpturen, Installationen, Performances und Filme.

## Leben
Hernando León wurde in der zentralchilenischen Provinz Ñuble im  Ort Yungay geboren. 1939, nach der Zerstörung des Wohnhauses durch ein  Erdbeben, zog die Familie in die Provinzhauptstadt Chillán. Nach dem Abitur studierte er von 1952 bis 1958 an der Universidad de Chile in Santiago Wandmalerei und Kunsterziehung und von 1958 bis 1961 an der Hochschule für Bildende Künste Dresden (HfBK) Zeichnen und Grafik bei  Hans Theo Richter. Hier lernte er auch seine spätere Frau Margarita Pellegrin kennen.
1962 erhielt er in Chile für zwei Jahre einen Lehrauftrag an der Academia Chilena de Bellas Artes in Valdivia. Es entstanden Zeichnungen und Malereien zu dem Thema „Chiloé“. 1964 übernahm er eine Dozentur an der Universidad de Chile in Antofagasta.  1968 war er Mitbegründer des chilenischen Künstlerverbandes in Antofagasta. 1970 wurde er zum Professor an der neu eröffneten Abteilung für architekturbezogene Kunst ernannt und 1972 folgte seine Wahl zum Direktor der Abteilung. Es entstanden  Skizzen, Zeichnungen  und die ersten größeren Ölbilder. Studienreisen führten ihn nach Lima, Machu Picchu, La Paz und in die Atacamawüste.
Im Zuge der politischen Verfolgungen nach Pinochets Militärputsch im September 1973 wurde Hernando León mit anderen Kollegen an der Universität verhaftet. Mit Hilfe von Freunden gelang es ihm, im Januar 1974 das Land zu verlassen. Kurze Zeit später folgten ihm Frau und Kinder nach Peru. Um die Erlebnisse zu verarbeiten, zeigte er bereits in den ersten Monaten des Exils in Lima eine Ausstellung und veröffentlichte gemeinsam mit dem Dichter Omar Lara Grafiken und Dichtungen unter dem Titel „Serpientes“ (Schlangen).
Im April 1974 emigrierte er in die DDR. Bald darauf begann er eine Lehrtätigkeit als Dozent an der HfBK Dresden. Außerdem entwarf er Bühnenbilder für Brechts „Mutter Courage“ im Nationaltheater Weimar (1976), für „La traviata“ in der Oper Quito (1986) und für „Die Zauberflöte“ am Theater Junge Generation Dresden (1987). Neben Ausstellungen entstanden  Wandbilder in Weimar, Bautzen, Schwerin und Dresden. Zusätzlich reiste und arbeitete er an verschiedenen Orten Europas und Lateinamerikas, jedoch ohne in sein Heimatland zurückzukehren. 1987 experimentierte er mit dem Künstler Ray van Zeschau mit dem Medium Film an der HfBK. Die Veränderungen von 1989 in der DDR und in Chile (Ende der Pinochetdiktatur) wurden erneut zum Wendepunkt in Leóns Leben. Es entstanden die Performance „A BAO A QU“ und die letzte Installation mit seinen Kollegen und Studenten am Mahnmal der Frauenkirche in Dresden, eine Aktion gegen den ersten Irak-Krieg. 1992 kündigte er seine Lehrstelle an der HfBK, um  freiberuflich arbeiten zu können.
Im Jahre 1996 erwarb er das „AtelierHaus“ in Pirna bei Dresden und richtete es für sich und andere Künstler als Atelier- und Ausstellungsort her. Es folgten Ausstellungen vorrangig in Pirna, Dresden und Berlin. Ebenso nimmt er seit der Redemokratisierung am kulturellen Leben Chiles teil. Er realisierte verschiedene soziokulturelle Projekte und stellte seine Bilder in Santiago, Valdivia, Chillán, Concepción und Antofagasta aus. Für Chillán und Yungay malte er Wandbilder und gründete das Museo Internacional de la Gráfica Contemporánea de Chillán (Internationales Museum der Grafik), das er auch leitet. León lebt in Dresden, Pirna und Santiago.
2004 beauftragte ihn das Chilenische Ministerium für Auswärtige Beziehungen – über die Botschaft der Republik Chile (in Berlin) – für sein Heimatland einen neuen United Buddy Bear zu gestalten. Dieser für die Stilrichtung Leóns charakteristische Buddy Bear ist seitdem – mit rund 140 weiteren Bären – auf Welttournee; er wurde bereits auf 5 Kontinenten ausgestellt, so unter anderem in Tokio, Sydney, Jerusalem, Buenos Aires, Sankt Petersburg.

## Werk (Auswahl)

### Malerei/Grafik
- 1955  Ölbilder zum Thema „Der Krieg der Araukaner“
- 1962/63 Zeichnungen und Malereien zum Thema „Chiloé“
- 1965  Serien „Charaktere“, „Der Krieg“, „Vom Alltäglichen“ und „Aberglauben“
- 1965 Veröffentlichung: „Dichter und Grafiker Nordchiles“
- 1969 Folgen „Vietnam“ und „Die Somozas“
- 1974 Grafiken in Buchform zu Gedichten von Omar Lara unter dem Titel „Serpientes“ (Schlangen); Grafiken zu „Joaquín Murieta“ für das Deutsch-Sorbische Volkstheater Bautzen
- 1975 Serien „Schwarzen Zeichnungen“ und „Epische Bilder“

- 1977 "Chile", Öl, Diptychon; auf der VIII. Kunstausstellung der DDR[1][2]
- 1977 "El silencio", Farbsiebdruck[3]
- 1980 "Die Verbliebene", Siebdruck; Blatt II des gleichnamigen Zyklus; auf der IX. Kunstausstellung der DDR[4]

- 1982 Grafikmappe „Grafik zu lateinamerikanischer Lyrik“
- 1994 Grafikmappe „Blätter aus dem Tagebuch“
- 1995 „Die Botschaft der Zikaden“ – Zeichnungen für das  Buch des griechischen Dichters Dimitris Kosmidis

### Wandbilder/Installationen

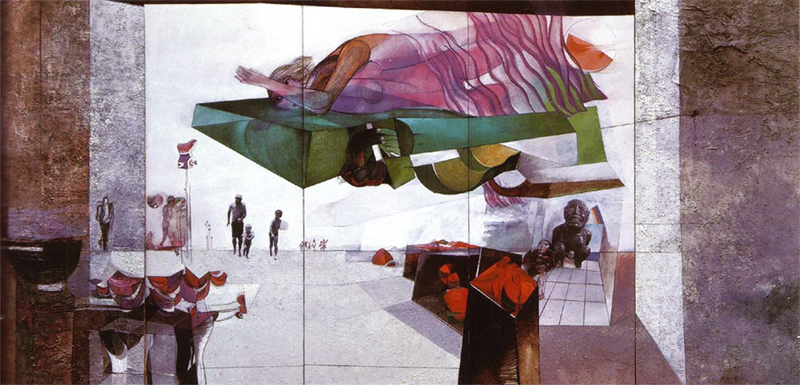
Die Rückkehr, Wandmalerei in der Hochschule Mittweida. 1984/1985

- 1973 Wandbild im Museum für Archäologie
- 1978 Wandbild in Dresden-Prohlis (Mosaik, 468 m²); Beginn einer Serie mit Objektinstallationen u. a. „Fahrrad I“
- 1979 Wandmalaktion mit finnischen Künstlern im Museum für Gegenwartskunst Helsinki; Installation „Raumerlebnis“ mit Dresdner Künstlern für die 10. Kunstausstellung des Bezirkes Dresden
- 1980 Ausführung von drei Wandbildern für Bautzen
- 1981 Wandbild für Weimar
- 1983 Wandbild für Weimar; Objekt „Fahrrad II“ für das Staatliche Museum Schwerin
- 1986 Wandmalereiaktion im Kemin Taidemuseum in Kemi, Finnland

### Theaterproduktionen
- 1976 Bühnenbild für „Mutter Courage“ von Bertolt Brecht am Nationaltheater Weimar
- 1977 Grafische Konzeption für Shakespeares „Perikles“ am Nationaltheater Weimar
- 1979 Grafische Konzeption zu „Die Hilfeflehenden“ von Euripides
- 1985 Konzeption für das Bühnenbild zu „Tod eines Handlungsreisenden“ von Arthur Miller
- 1986 Bühnenbild für „La Traviata“ von G. Verdi in Quito
- 1987 Ausstattung für „Die Zauberflöte“ von W. A. Mozart am Theater der Jungen Generation Dresden

### Animationsfilme
- 1977 „Lautaro“ (Regie: J. Forch, Musik: B. Wefelmeyer)
- 1996 „OH! Der Mensch“ (Regie: H. León)
- 1997 „Der Tod 13“ (Regie: H. León)
- 2000 „Der Blickesammler“ (Regie: H. León)

### Sonstige Projekte
- 1999 Projekt „Künstler retten die Wassermühlen von Yungay“ mit Konzerten, Treffen, Kinovorstellungen und Spenden in Deutschland und anschließender Reise von 6 Spezialisten nach Yungay sowie Übergabe des Entwurfs für den Bau eines Museums für bäuerliche Kultur
- 2001 Kunstaktion für Pirna „Ein Samstag mit Kunst“ (7 Ausstellungen, Kurzfilme und Musik im historischen Stadtzentrum), ab 2002 Übernahme des Projektes durch die Stadt als Teil seiner jährlichen traditionellen Stadtfeste

## Galerie

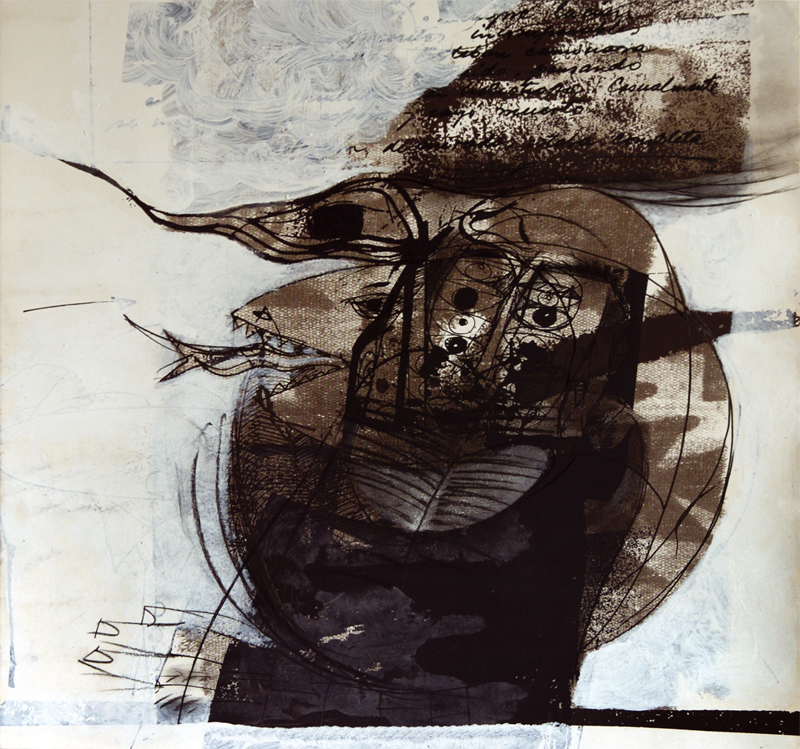
Serpientes, (Mischtechnik, 2002)
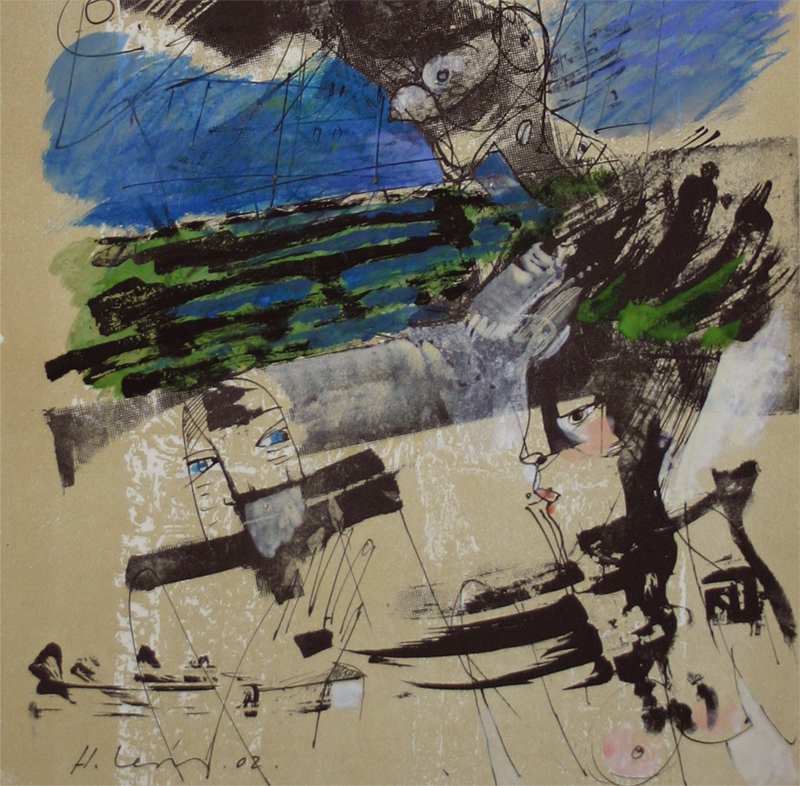
Begegnung am Elbufer (Zeichnung, 2002)
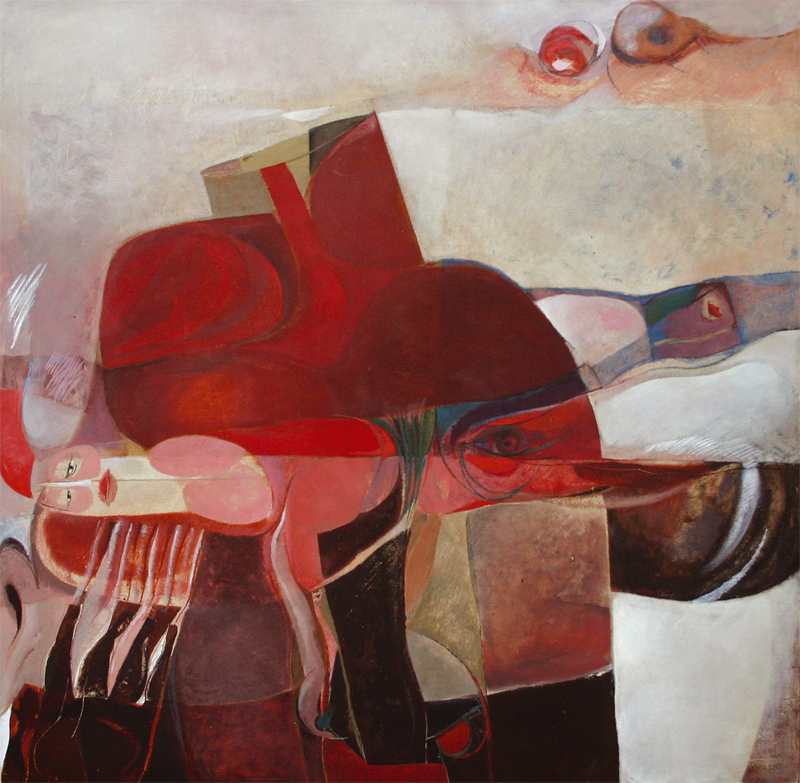
Der Casanova (Öl, 1970)
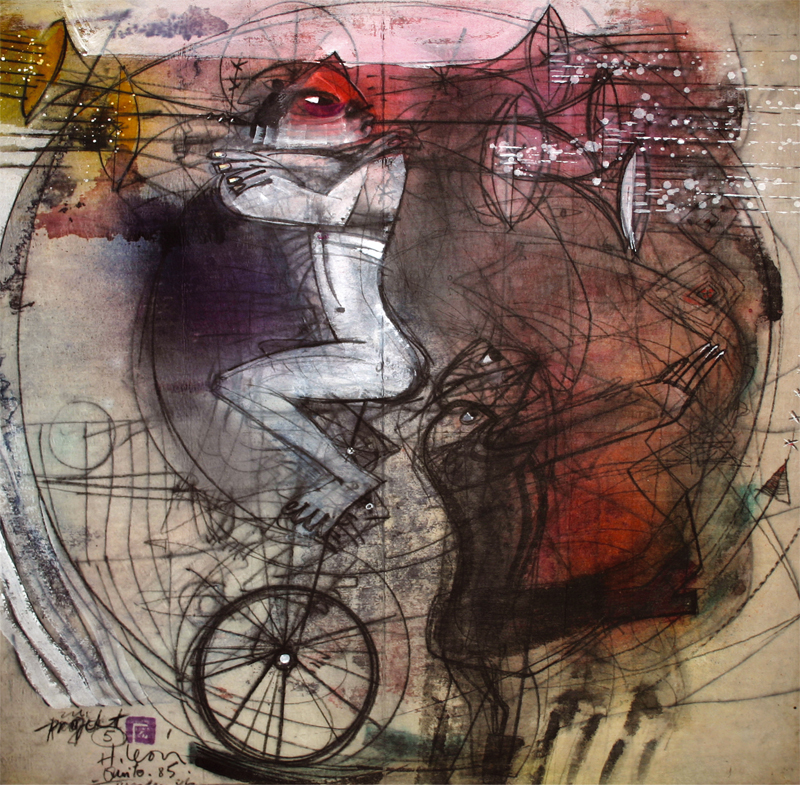
Die Agitatoren (Zeichnung, 1985)

## Ausstellungen (unvollständig)

### Personalausstellungen
- 1964 Universidad de Chile, Antofagasta
- 1974 Galería 9, Lima (Peru) (mit M. Pellegrin)
- 1976 Galerie Nord, Dresden
- 1981 Neue Dresdner Galerie
- 1982 Galerie im Alten Museum Berlin
- 1983 Museum der bildenden Künste Leipzig
- 1986 Kemin Taidemuseum in Kemi (Finnland)
- 1989: Galerie Comenius, Dresden ("Blätter für das Theater")
- 1993: Neuer Sächsischer Kunstverein, Dresden (Retrospektive)
- 1994 Sächsisches Kultusministerium Dresden
- 1998 Museo Internacional de la Gráfica Contemporánea de Chillán
- 2000 Museo de Arte Contemporáneo (MAC), Santiago
- 2002 „Retrospectiva“ in der Chilenischen Botschaft in Berlin und im Außenministerium der BRD in Berlin
- 2003 Neuer Sächsischer Kunstverein in Dresden
- 2006 Casa del Arte (Pinacoteca) de la Universidad de Concepción
- 2008 Chilenische Botschaft in Berlin; Stadtmuseum Pirna
- 2010 „Fortdauer des Mythos“ in der Stadtgalerie Pirna

### Beteiligung an zentralen und wichtigen regionalen Ausstellungen in der DDR
- 1977 bis 1988: Dresden, VIII. bis X. Kunstausstellung der DDR
- 1979 und 1985: Dresden, Bezirkskunstausstellungen
- 1985: Cottbus, Staatliche Kunstsammlungen („Zeichnungen in der Kunst der DDR. 1974-1984“)
- 1985: Dresden, Galerie Rähnitzgasse („Grafik aus Dresdner Werkstätten“)